# Església Ortodoxa de Xipre
L'Església Ortodoxa de Xipre, que té el nom històric d'Església de Xipre, és una de les esglésies autocèfales integrades en la comunió ortodoxa.

## Orígens
Segons la tradició cristiana basada en els Fets dels Apòstols, l'apòstol Pau, acompanyat per Bernabé i Marc, va arribar a Xipre l'any 45 dC per difondre el cristianisme. En arribar a Salamina, van travessar l'illa fins a Pafos, on es diu que Sergi Paule fou el primer oficial romà que es convertí al cristianisme. El 50 Sant Bernabé va tornar a Xipre, acompanyat de Sant Marc, i va establir la seva seu a Salamina, essent considerat com el primer arquebisbe de Xipre. El 57 fou apedregat fins a la mort pels jueus als afores de Salamina, on també va ser enterrat. Es va convertir així en un dels primers màrtirs del cristianisme. En aquell període, Xipre era part de la província Oriental de l'Imperi Romà, la capital del qual era Antioquia. Per aquest motiu, durant molt temps els Patriarques d'Antioquia van reclamar l'Església xipriota com a territori de la seva jurisdicció, però les controvèries nestorianistes afebliren la posició antioquena. El Concili d'Efes (431) va reconèixer l'autocefàlia xipriota, el dret a elegir els seus bisbes mitjançant els seus propis sínodes. L'emperador Zenó confirmà la independència de l'Església xipriota. El 478, l'Arquebisbe Artemi va trobar la tomba i les relíquies de Sant Bernabé.
Xipre patí moltes invasions àrabs en els segles següents, i durant el regnat de Justinià II de les ciutats de Salamina (Constança), Kourion i Pafos van ser saquejades. Seguint el consell de l'Emperador, l'arquebisbe van fugir a l'Hel·lespont amb els supervivents, i va fundar una ciutat anomenada Nea Justiniana (en grec: Νέα Ιουστινιανή) en honor de l'emperador, situada prop de la ciutat de Cízic. El 692, el Concili in Trullo tornà a confirmar la condició i els privilegis de l'arquebisbe exiliat. Quan els àrabs van ser expulsats de Xipre l'any 698, l'arquebisbe va tornar, mantenint el títol d'Arquebisbe de Nea Justiniana i Tot Xipre.

## L'era de les croades
El 1191, durant la Tercera Croada, l'illa va ser conquerida pel rei Ricard Cor de Lleó d'Anglaterra, que la va vendre l'illa als Cavallers Templaris, els quals al seu torn, la van vendre el 1192 a Guiu de Lusignan després de pèrdua del Regne de Jerusalem. El Regne llatí de Xipre suposà l'establiment d'una societat feudal occidental a Xipre, i una dinastia que duraria gairebé 300 anys. Per a l'Església, això suposà la instauració d'una jerarquia llatina, en detriment de l'ortodoxa. L'any 1260 els monestirs ortodoxos havien quedat sota l'autoritat dels bisbes llatins, i el nombre de bisbes ortodoxos es va reduir de quinze a quatre, tots ells forçats a posar-se sota l'autoritat del nou Arquebisbe llatí. Diversos ordes monàstics occidentals van fundar cases en l'illa, sovint beneficiades per la sistemàtica confiscació de les propietats eclesiàstiques ortodoxes. Aquesta situació va canviar poc amb la conquesta veneciana l'any 1489.

## Dominació otomana
A partir de 1571 Xipre inicià tres de segles de dominació otomana, que va restablir la jerarquia ortodoxa com a única església cristiana de l'illa. El sultà rehabilita el 1574 l'arquebisbe com a etnarca del millet (nació) xipriota, dins de l'Imperi Otomà, figura religiosa que alhora exercia la representació legal de la població grega davant del governador otomà. Les simpaties xipriotes cap a l'alçament grec de 1821 van desencadenar l'execució de l'arquebisbe Kyprianos, així com d'alguns bisbes i figures rellevants de l'església.